# Mága Zoltán
Mága Zoltán (Szolnok, 1974. február 19. –) Liszt Ferenc-díjas magyar zenész, hegedűművész érdemes művész. A világ legrangosabb koncerttermeiben mutatja be a magyar zenei hagyományokat. Játékát a klasszikus zene, a népzene, a cigányzene, a popzene és egyéb irányzatok ötvözésével kialakított crossover stílusát világszerte elismerik. Művészi repertoárja a hagyományos cigány népzenétől a klasszikus darabokon át a dzsesszig, sőt a könnyűzenéig terjed.
Nős, három gyermek édesapja.

## Életpályája
Cigányzenész családba született. Hatévesen kapta első hegedűjét, tizenkét évesen már a Rajkó Zenekar prímása volt. 1996-ban Budapest Gipsy Band néven együttest alapított. 1997-ben előadóművészi diplomát szerzett népzene szakon, melyet Szenthelyi Miklós Kossuth-díjas hegedűművésztől vett át. Pártolva az élethosszig tartó tanulást – és példamutatásképpen is –, diplomát szerzett a Pécsi Tudományegyetem hegedűművész alap szakán (BA) majd elvégezte a mesterképzést is (MA). Mindezt részben azért, mert fontosnak tartotta, hogy kamatoztatni tudja tudását, tanítsa és támogassa a tehetséges, magyar – és nemcsak magyar – fiatalokat, emellett tartott nemzetközi kurzusokat is többek között a pekingi és a szöuli Zeneakadémián és máshol szerte a világban. Pályafutásának első jelentős állomásaként a világhírű Rajkó Zenekar vezető prímásaként Európa szinte minden fővárosában, Amerikában és a Távol-Keleten egyaránt öregbítette szeretett hazája hírnevét. Később az általa alapított Budapest Gypsy Banddel bejárta a Föld másik felét, és sikeres koncerteket adott.
2000-től lép fel a magyar Moulin Rouge-ban, amelynek 2003-ig a népzenei vezetője is volt.
Öt kontinensen, közel száz országban adott már koncertet, játszott királyoknak, államfőknek, egyházi főméltóságoknak és világsztároknak egyaránt. Többek között elbűvölte már játékával XVI. Benedek és Ferenc pápát, III. Károly brit királyt, VI. Mohammed marokkói királyt, II. Konstantin volt görög királyt, valamint Robert De Niro Oscar-díjas amerikai színművészt és Salma Hayeket is. Számos világhírű művésszel játszott együtt, többek között David Foster tizenhatszoros Grammy-díjas zongoraművésszel, Ekatherina Lekhina Grammy-díjas szopránnal, Julia Novikova szopránnal, Shlomo Mintz, Zakhar Bron és Didier Lockwood hegedűművészekkel. Célja, hogy több millió embert varázsoljon el a koncertek alkalmával, s hogy minden korosztály megtapasztalhassa a klasszikus- a könnyű- és a népzene szépségét.

## Jótékonyság
Mága Zoltán jótékonysági koncertjeivel világnézeti és politikai törésvonalaktól függetlenül képes ezreket mozgósítani és összekapcsolni, a zenekedvelő magyar közönséget pedig társadalmi felelősségvállalásra is ösztönözni. A 100 Templomi Jótékonysági Koncert, a Hegedűvarázs -100 koncert a magyar zenei kultúráért című missziósorozata, és a jelenleg is zajló Hegedűvel a világ körül című világkörüli hangversenykörútja bizonyos szempontból egybekapcsolódik. A templomokban tartott koncertjeivel közösségeket, egyéneket és különböző jótékonysági célok megvalósulását mozdította elő, a Hegedűvarázzsal a Kárpát-medencében népszerűsítette és hirdette a magyar zenei kultúrát, ápolta szellemi örökségünket. Világkörüli koncertsorozata keretében pedig hazánk kulturális kincseit, szellemi gazdagságát hirdeti.
Mága Zoltán művészeti és jótékonysági missziójának elismeréseként két alkalommal is meghívást kapott a Vatikánba, először 2011 szeptemberében fogadta XVI. Benedek Pápa, a Szentatya tiszteletére Mága Zoltán egy magyar népdalt játszott el, ezt követően egy hegedűt ajándékozott Őszentségének. A következő alkalomra 2017 márciusában került sor Ferenc pápa meghívására, aki apostoli áldásában részesítette Mága Zoltánt.

## Budapesti Újévi Koncert
2009-ben hagyományteremtő céllal Mága Zoltán életre hívta január 1-jén a Budapesti Újévi Koncertet. 13 ezer néző tapsolt állva a Papp László Budapest Sportarénában a művész előtt. A teltházas Aréna közönségen túl az elmúlt esztendőkben a közszolgálati és a kereskedelmi televíziók segítségével több millió néző is részese lehetett a grandiózus eseménynek Magyarország határain innen és túl. Egy olyan hagyományteremtő eseményt sikerült létrehoznia, mely Európa rangos koncertjévé vált és amely nemzetközi, művészeti és turisztikai elismerést hoz Magyarországnak. Magyarország fővárosának Újévi Koncertje nemzetközi hírnevet szerzett már magának az elmúlt esztendőkben. Nem csak magyar vendégek tették teltházassá az Arénában megrendezett újévi koncertet, hanem az Egyesült Államokból, Ausztráliából, Ázsiából, Izraelből, Oroszországból és Európa sok országából is érkezett zenekedvelő közönség. Az elmúlt tíz év koncertjeiről CD és DVD is készült, melyek mindegyike már a megjelenéskor arany és platinalemez lett.
Mága Zoltán hagyományt teremtett és ennek a hagyománynak a megünneplése volt a 2018 január 1-jén megrendezett X. Jubileumi Budapesti Újévi Koncert, ahol a tizenhatszoros Grammy-díjas David Foster volt a sztárvendég, valamint fellépett Katharine McPhee, az American Idol ötödik szériájának díjazottja, Sheléa, Quincy Jones kedvence és Aida Garifullina, orosz származású szoprán.
2019. január 1-jén a Kárpát-medence legnagyobb és legszínvonalasabb gálaműsoraként immár tizenegyedik alkalommal köszöntötte az új esztendőt Mága Zoltán hegedűművész a Papp László Budapest Sportarénában. A Szeretet hegedűsének exkluzív, grandiózus show-műsorában a Nemzet Színészei, Kossuth-díjas művészek léptek színpadra, a műsor repertoárjában pedig korábban nem hallott, újra hangszerelt meglepetésművek hangzottak el. A világ magyarságának ajánlott XI. Budapesti Újévi Koncerten kerül megnyitásra a 2019-ben tartandó izraeli-magyar évad is.

## Bécsi Újévi Koncert
Hasonlóan elsöprő sikert arat minden évben a bécsi Wiener Konzerthausból 2015-ben útjára indult Bécsi Újévi Koncert is, amely a Budapesti Újévi Koncert hangulatát idézve, klasszikus keretek között, immáron 4. alkalommal került megrendezésre 2018. január 6-án a Musikvereinben olyan világsztárokkal, mint Ramón Vargas, Shlomo Mintz és Zakhar Bron.
A klasszikus zene géniuszainak, a legnagyobb és leghíresebb zeneszerzők szülővárosában, Bécsben 5. alkalommal adott teltházas koncertet 2019. január 4-én a hegedűművész. A Budapesti Újévi Koncert hangulatát megidézve a budapesti és a bécsi operaházak kimagasló művészeinek közreműködésével olyan színvonalas, jó hangulatú magyaros jellegű gálaestet tartott, amellyel méltó módon köszöntötte a közönséggel a 2019-es esztendőt a Wiener Konzerthausból. A gálaműsorban Szabadi Vilmos Liszt-díjas hegedűművész, Sümegi Eszter és Kiss B. Atilla Kossuth-díjas operaénekesek, a Magyar Állami Operaház művészei mellett az osztrák művészvilág képviselői: Mehrzad Montazeri, Daniel Serafin és Julia Koci is színpadra léptek.

## Hegedűvel a világ körül
Mága Zoltán sokszínűségét mutatja, hogy mind Amerikai koncertturnéján a New York-i Carnegie Hall-ban, a Los Angeles-i Walt Disney Concert Hallban, a Lincoln Centerben és a Dolby Theatre-ben is hatalmas sikert aratott, de ugyanolyan ovációval fogadták a torontói Zeneakadémián, a Szöuli Operaházban és a Pekingi Zeneakadémián, ugyanakkor nemzetközi fellépéseinek színhelyei voltak még többek között: a lipcsei Gewandhaus, a bécsi Musikverein és a Wiener Konzerthaus is, emellett Magyarországon, a Magyar Állami Operaházban, a Zeneakadémián és a Művészetek Palotájában is színpadra lépett az általa alapított Budapesti Primarius Szimfonikus Zenekar kíséretében. A show világa és a világhírű koncertszínhelyeken aratott sikerei mellett, fellépett számos egyházi intézményben, templomban, többek között a 100 Templomi Jótékonysági Koncertsorozat keretén belül magyarországi Nagytemplomokban is, például a Szent István Bazilikában vagy a Dohány utcai Zsinagógában, de ellátogatott határon túli templomokba is. Küldetése ökumenikus, így szerte a világban kiterjedt jótékonysági missziót folytat, katolikus, református, evangélikus templomokban és zsinagógákban egyaránt ad jótékonysági koncerteket.

## From Budapest with Love
Mága Zoltán első önálló amerikai show-műsorát a Pesti Vigadóban vették fel világsztárok közreműködésével, Zoltán Mága: From Budapest with Love címmel, amelyet 120 millió nézőnek és 38 millió internetes követőnek vetített nagy sikerrel Amerika legnagyobb közszolgálati tv társasága, a PBS (Public Broadcasting Service), s ennek a nagy sikernek az okán műsorára tűzte a második nagy show-műsort, a X. Jubileumi Budapesti Újévi Koncertet, amit ugyancsak több mint 120 millió néző láthat a világon, ugyanis ennek a nagyszabású show-műsornak a bemutatója volt az Egyesült Államokban június 1-jén, amelyet így egész Amerikában és Kanadában is rendszeresen sugározni fog a PBS.

## Diszkográfiája
- Moulin Rouge (2002, Tom Tom)
- Mága Zoltán és az Angyalok (2003, EMI)
- Filmzenék csillagai (2006, Warner-Magneoton)
- Budapesti újévi koncert (2008, Warner)
- A királyok hegedűse (2009, Warner, platinalemez)
- Budapesti Újévi Koncert DVD (2009, aranylemez)
- Budapesti Újévi Koncert DVD (2010, aranylemez)
- Budapesti Újévi Koncert DVD (2011, aranylemez)
- Budapesti Újévi Koncert CD (2011, aranylemez)
- Szép vagy, gyönyörű vagy Magyarország CD (2011, platinalemez)
- Budapesti Újévi Koncert DVD (2012, aranylemez)
- V. Budapesti Újévi Koncert DVD (2013, aranylemez)
- VI. Budapesti Újévi Koncert DVD (2014, aranylemez)
- VII. Budapesti Újévi Koncert DVD (2015)
- VIII. Budapesti Újévi Koncert DVD (2016)
- IX. Budapesti Újévi Koncert DVD (2017)
- X. Budapesti Újévi Koncert DVD (2018)

## Díjai, kitüntetései
- Mexikói Világzenei Fesztivál közönségdíja (2003)
- Magyar Köztársasági Arany Érdemkereszt (2004)
- Kisebbségekért Díj (2005)
- A vizek kártételei elleni védekezésért érdemérem (2006)
- Európa-díj (2007)
- Máltai lovagrend Érdemrendjének Nagykeresztje (2007)
- A Magyar Köztársasági Érdemrend lovagkeresztje (2007)
- Budapesti Operettszínház örökös tagja (2007)
- Budapestért díj (2009)
- Közép-Magyarország Pest megyei Prima díj, előadóművész kategória (2009)
- Szolnok díszpolgára (2010)
- Prima díj (2011)
- Prima Primissima Közönségdíj (2011)
- Mindszenty-emlékérem (2011)
- Budapest díszpolgára (2012)
- Magyar Jótékonysági Díj (2013)[2]
- Világ Magyarságáért-díj (2014)[3]
- Pro Caritate-díj (2015)
- Kálvin János Emlékérem (2016)
- Lions-Díj (2017)
- A Magyar Érdemrend tisztikeresztje (2018)[4]
- Liszt Ferenc-díj (2019)
- Érdemes művész (2024)

## Lovagrendek
- Máltai Lovagrend (2007)
- Máltai lovagrend Érdemrendjének Nagykeresztje (2007)
- Magyar Kultúra Lovagja (2008)